# Nervio accesorio del safeno
El nervio accesorio del safeno o nervio accesorio del safeno interno es un nervio cutáneo delgado del muslo y de la rodilla que contribuye a su inervación sensitiva. Es una de las ramas de división del nervio cutáneo anterior lateral, ramo terminal del nervio femoral. Se divide poco después de su origen en dos ramos: superficial y profundo.

### Ramo superficial
Es satélite de la vena safena magna. Desciende a lo largo del borde medial del músculo sartorio, se coloca al lado de la safena magna y la acompaña hasta la parte interna de la articulación de la rodilla, en donde se anastomosa con el nervio safeno.

### Ramo profundo
Es satélite de la arteria femoral. Penetra en la vaina de los vasos femorales y acompaña a la arteria hasta el hiato aductor. En este punto se separa de ella, atraviesa la fascia femoral y entonces se divide en muchos filetes que se anastomosan a la vez con filetes del safeno y con filetes del nervio obturador. Conformado así este pequeño plexo, inerva a los tegumentos de la parte medial de la rodilla.